# Heliconius henrici
Heliconius henrici är en fjärilsart som beskrevs av Krüger 1929. Heliconius henrici ingår i släktet Heliconius och familjen praktfjärilar. Inga underarter finns listade i Catalogue of Life.